# Escola da Rua do Lavradio
Termo usado entre os jornalistas e intelectuais para se referirem ao tradicional e efervescente jornal Tribuna da imprensa, fundado por Carlos Lacerda em 1949.

## Referencias
1. ↑  «Um velho jornal sem novo papel». Observatório da Imprensa. 9 de dezembro de 2008. Consultado em 1 de março de 2023